# Vallée de Lesponne
Pour les articles homonymes, voir Lesponne (homonymie).
Ne doit pas être confondu avec la vallée de Lesponne dans l'Ariège.

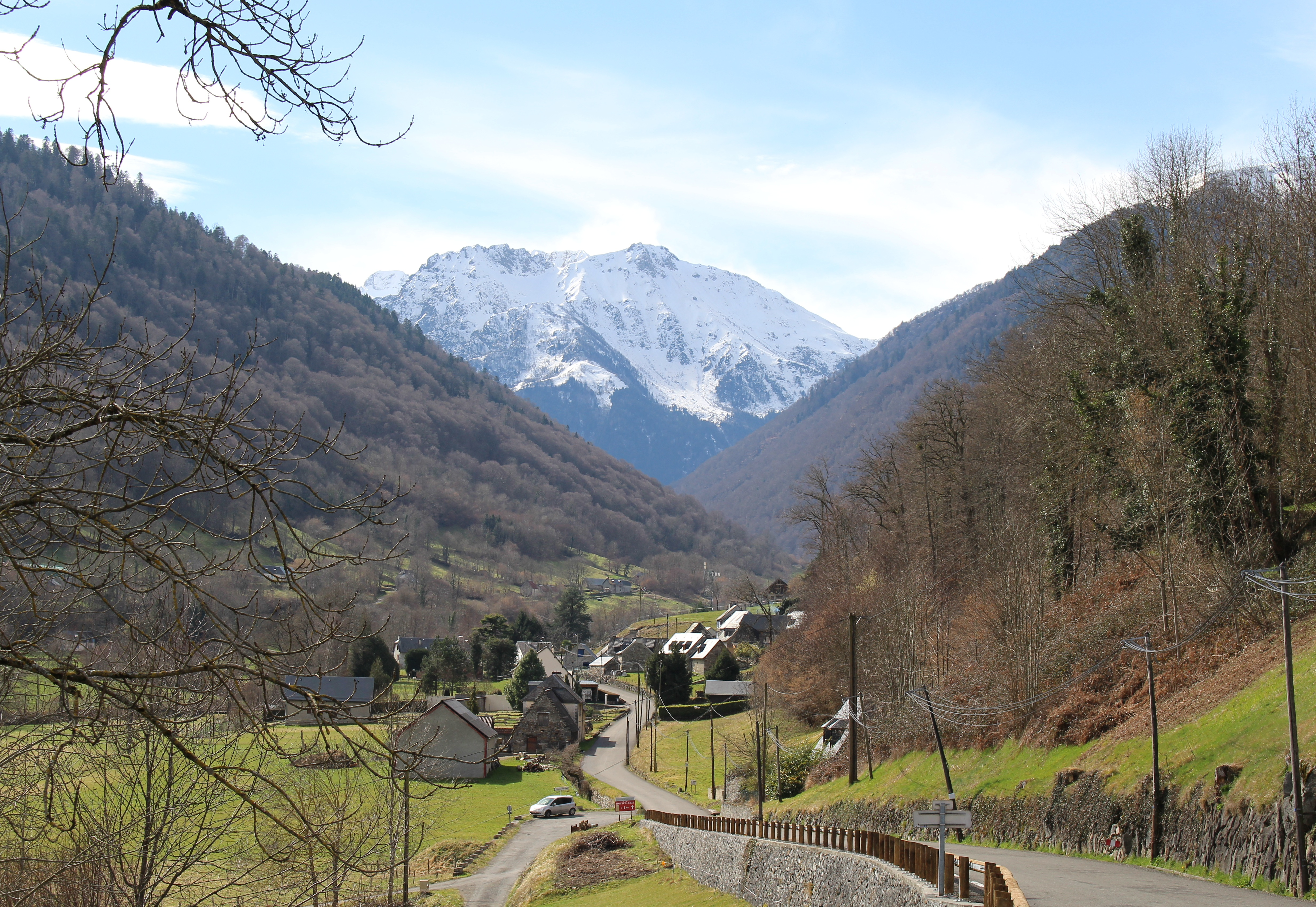
Vue de la vallée depuis Lesponne.

La vallée de Lesponne est une vallée française creusée par l'Adour de Lesponne au pied du versant nord du Pic du Midi de Bigorre dans le département des Hautes-Pyrénées, en région Occitanie.

## Toponymie
On retrouve dans le nom de Lesponne l'aquitanique lez « cours d'eau » et l'aragonais ibon « lac de montagne ».

## Géographie

### Situation
Orientée sud-ouest / nord-est, la vallée s'étend sur environ 15 km avec une largeur entre 7 km, elle débouche sur la vallée de Campan au niveau du village de Beaudéan. Son versant nord est surplombé par le pic du Montaigu.
Elle est implantée sur les communes de Bagnères-de-Bigorre, Campan et Beaudéan.
La vallée  se trouve entre le massif du Montaigu et le massif du Pic-du-Midi-de-Bigorre.

### Lieux-dits, écarts et quartiers

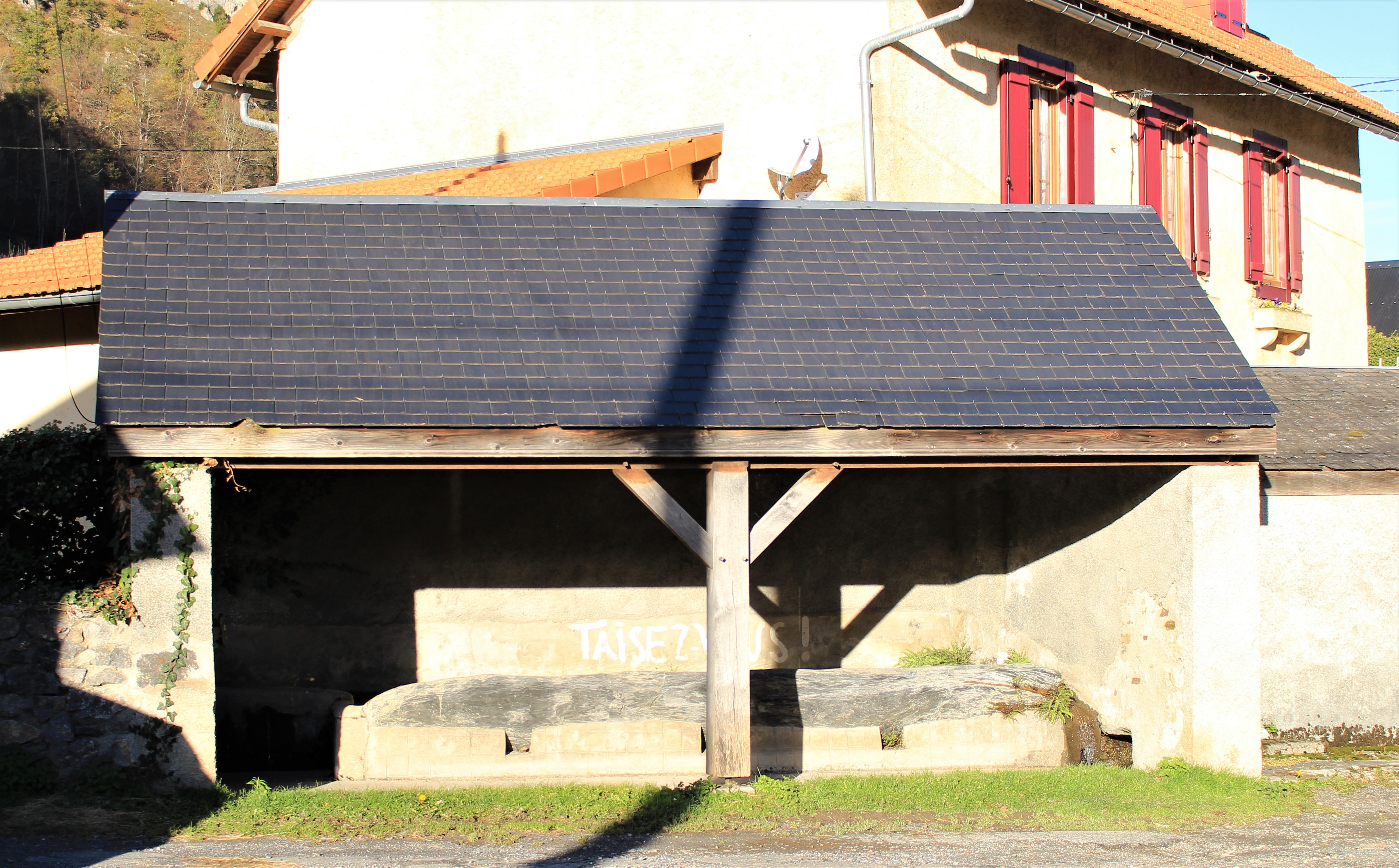
Le lavoir à Par d'eth Couy.

Lieux-dits et écarts de la vallée où l'on trouve un habitat dispersé :
- Lesponne : qui donne son nom à la vallée ;
- Par d'Abbay ;
- Par dé Arribarat : d'après arribèra « plaine », « rivière » ;
- Par d'Aumède ;
- Artigacoup ;
- Par dé Baranne ;
- Par dé Bataillé ;
- Par dé Broutou ;
- Chiroulet : « sifflet » (cf. xirula) appliqué au murmure du ruisseau ;
- Par dé Daoulé ;
- L'Entrade : l'entrée ;
- Esquerré : « gaucher » (ou plutôt « lieu en angle »), du basque ezker « gauche » ;
- Par dé Hay ;
- Par dé Hourcaou : « la source du four » ;
- Par d'eth Couy : « le pelé », signale un lieu déboisé ;
- Par dé Hurrat ;
- Par dé Jan dé Diou ;
- Par dé Jourdy ;
- Lhécou : du gascon ljekɵ / lheca « grosse pierre » d'un proto-celtique *likkā « pierre plate » que l'on retrouve dans Les Lecques (83) ou dans le breton krommlec’h « pierres en courbe » ;
- Par dé Lucat ;
- Par dé Maguet ;
- Quartier Matarra : « le noisetier » ;
- Pich de l'Ouscouaou : du gascon pich « cascade », un mot apparenté à pichet ;

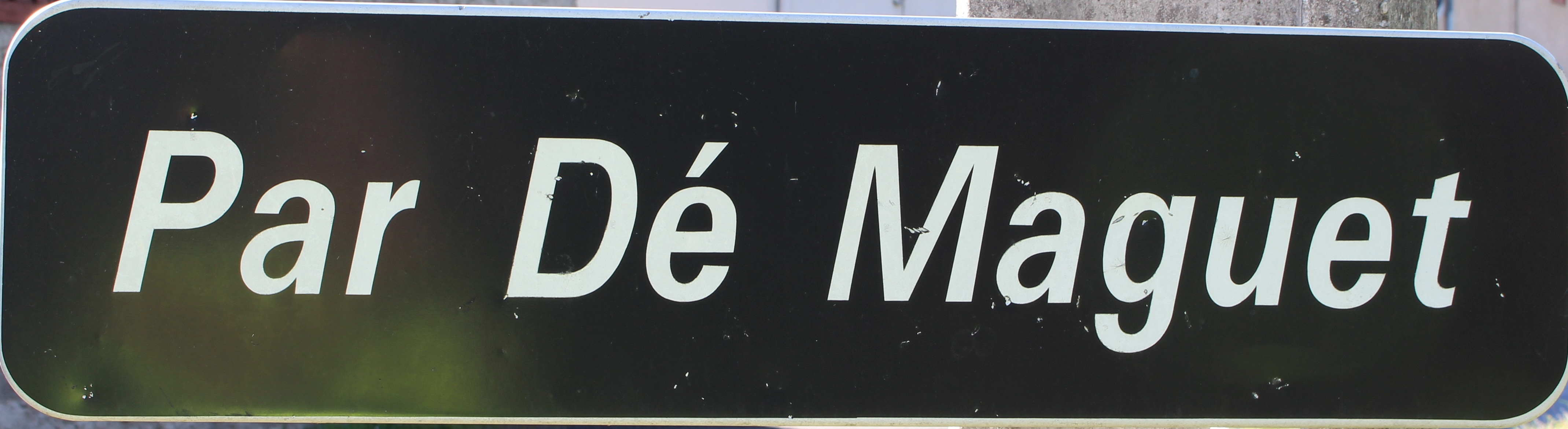
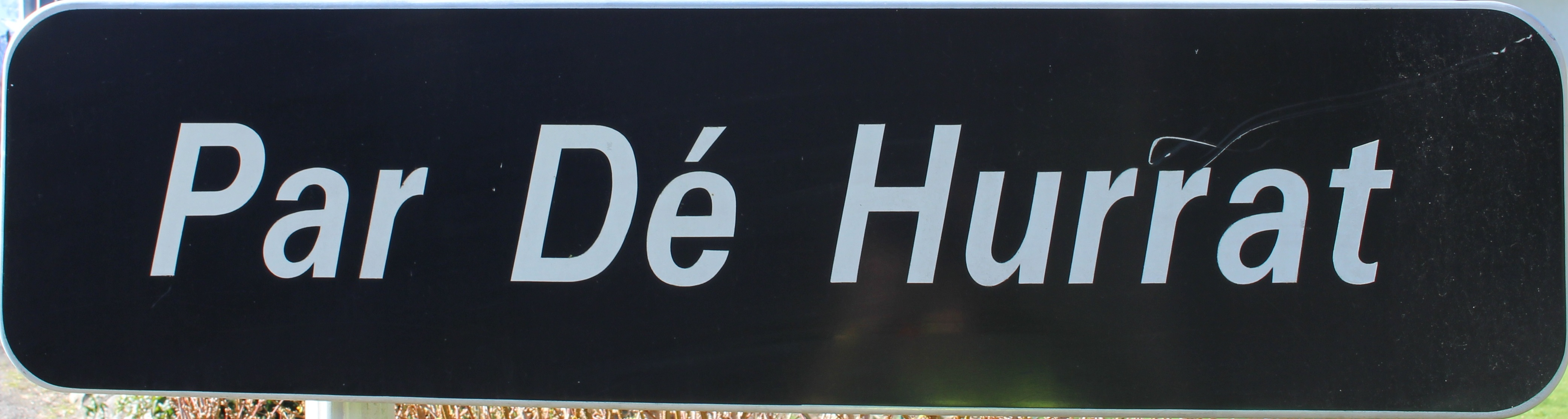
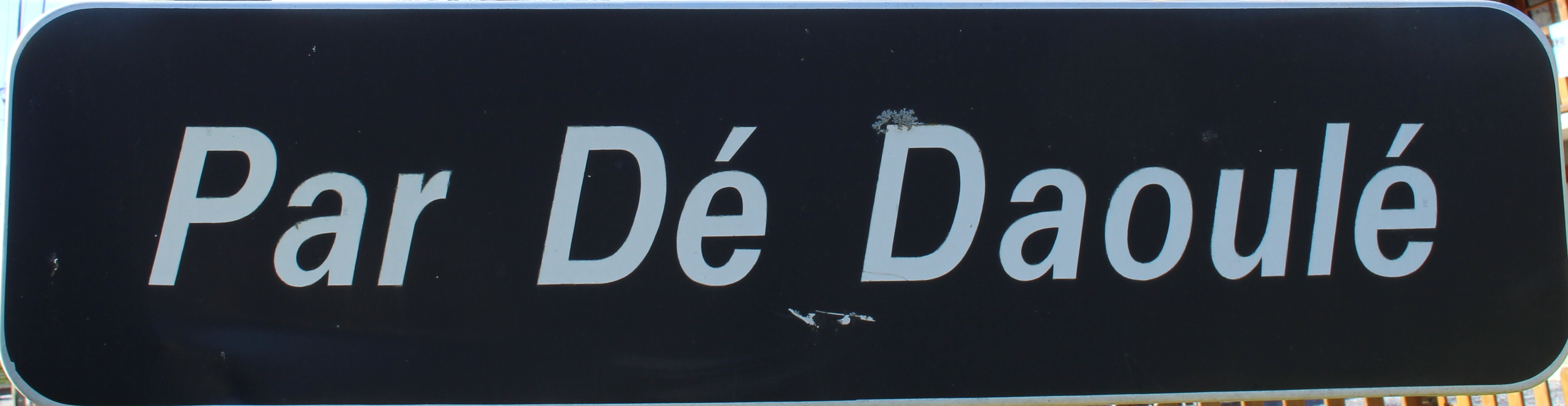
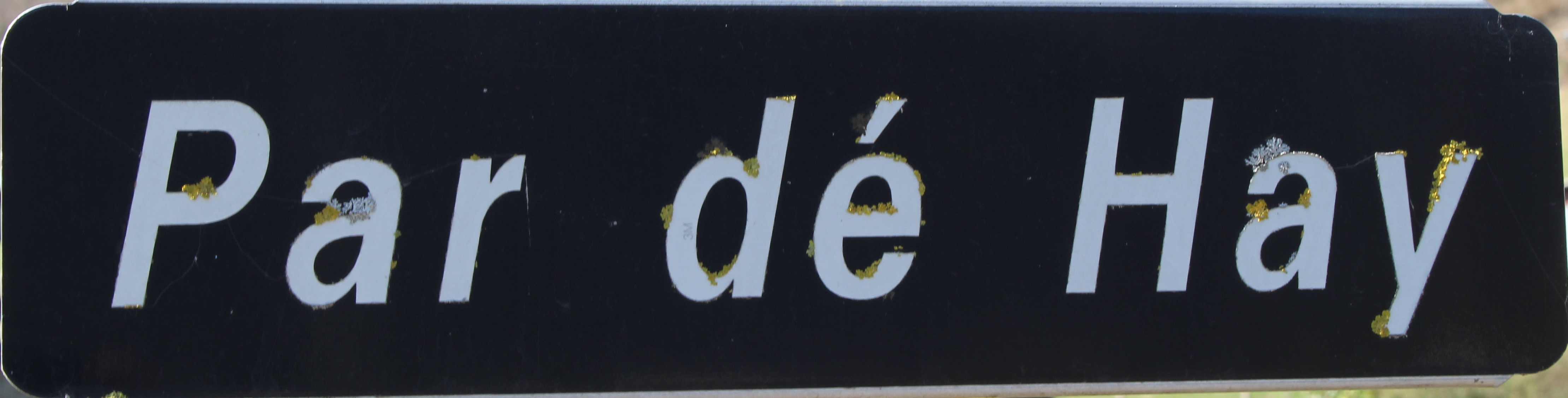
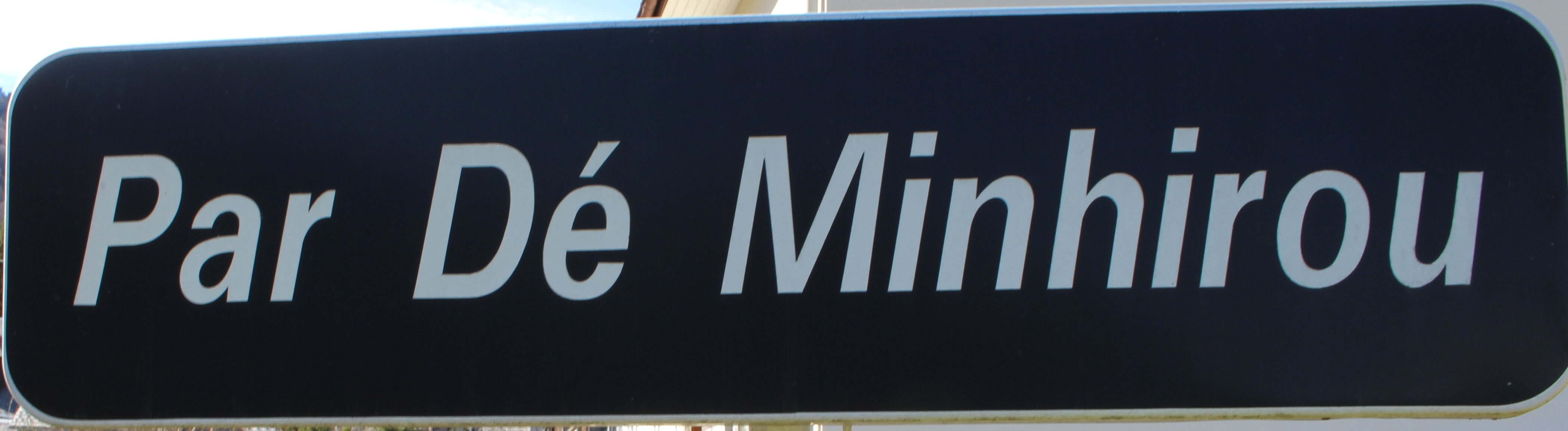
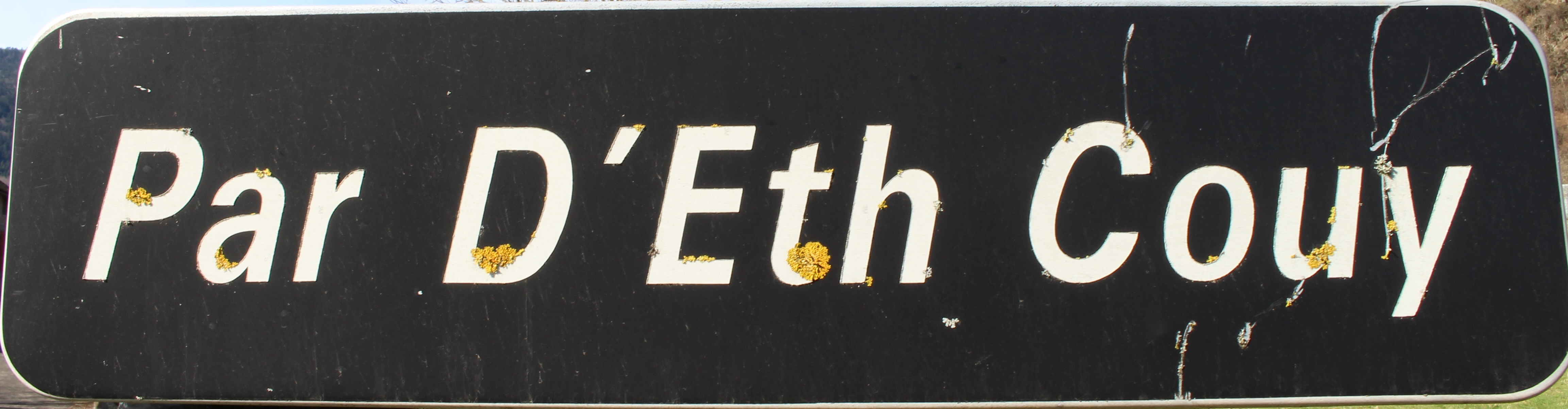
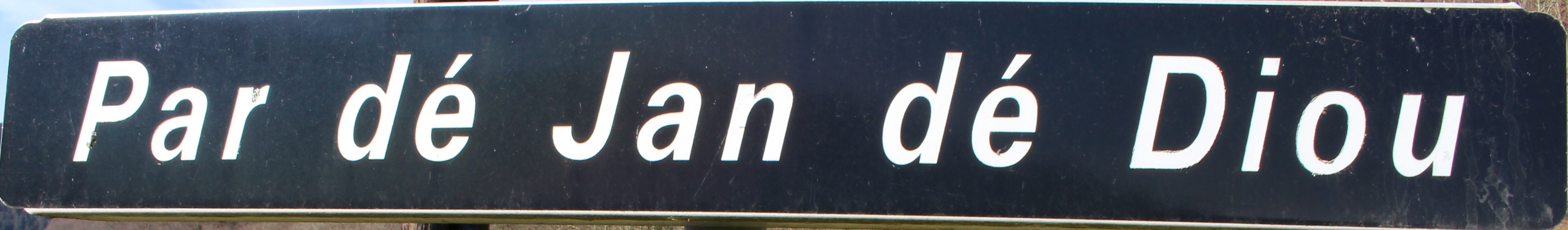
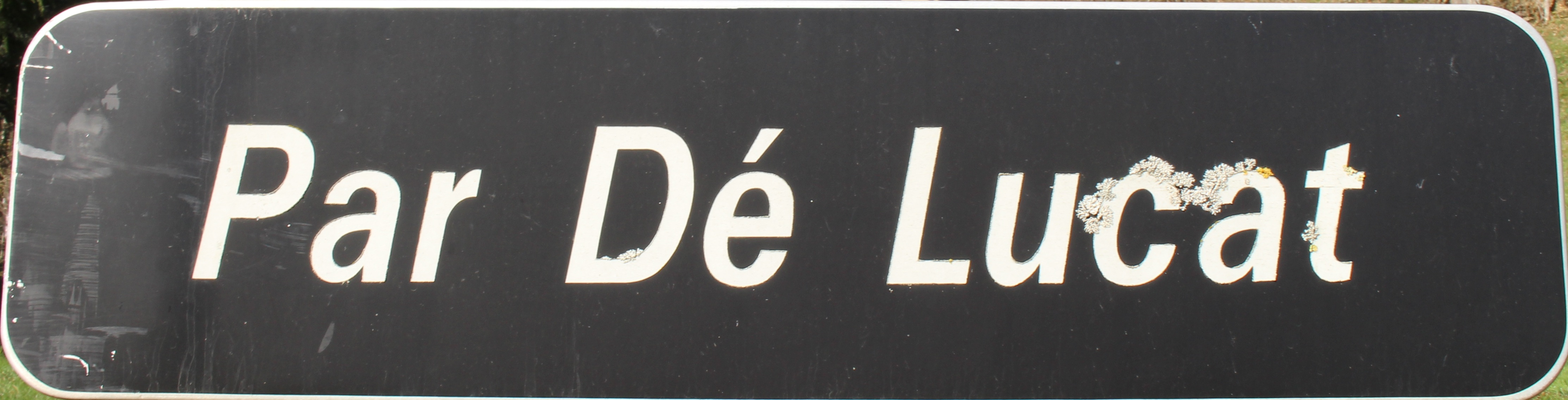
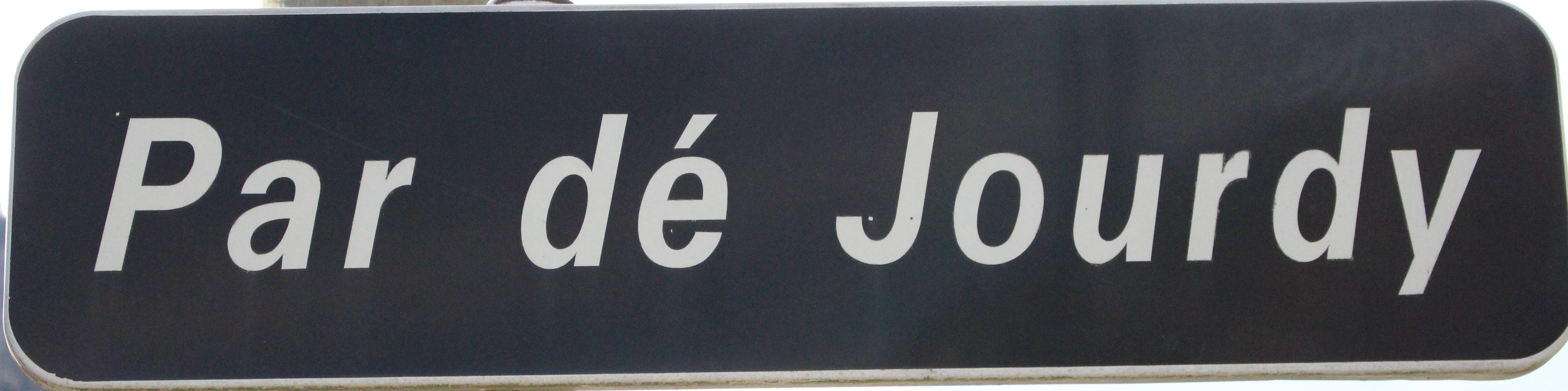
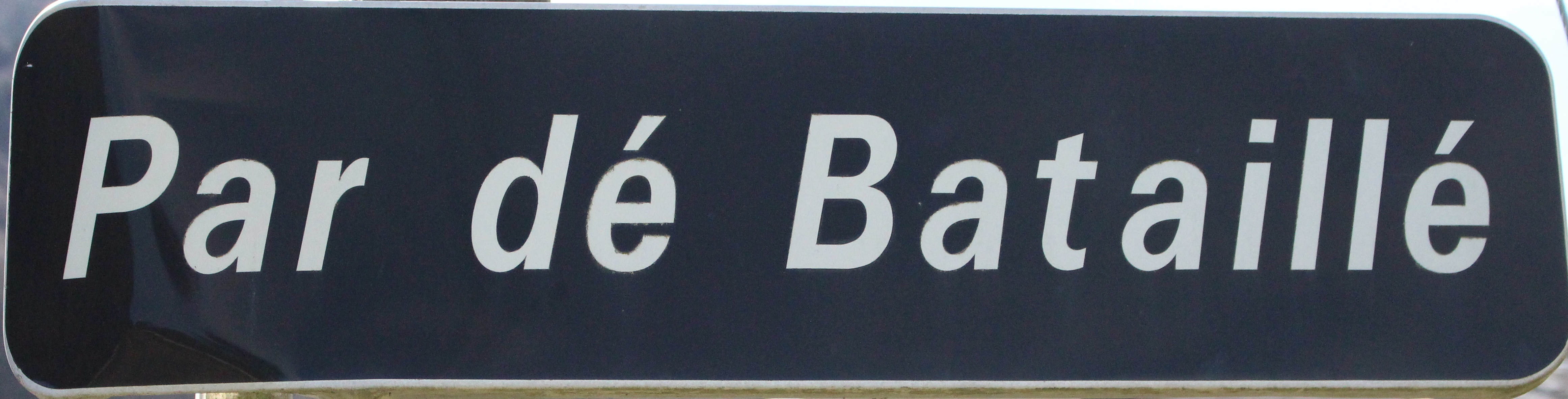
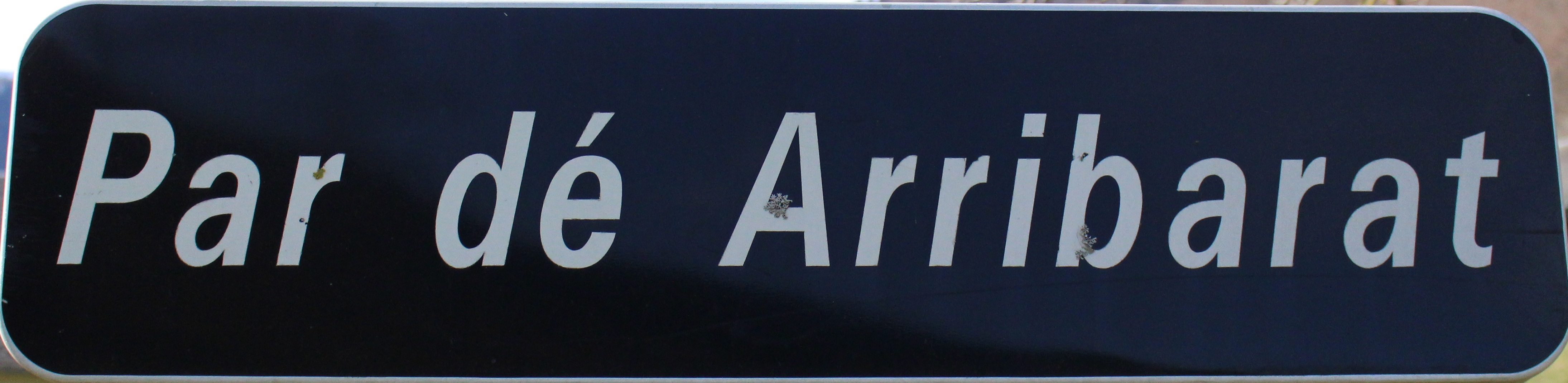
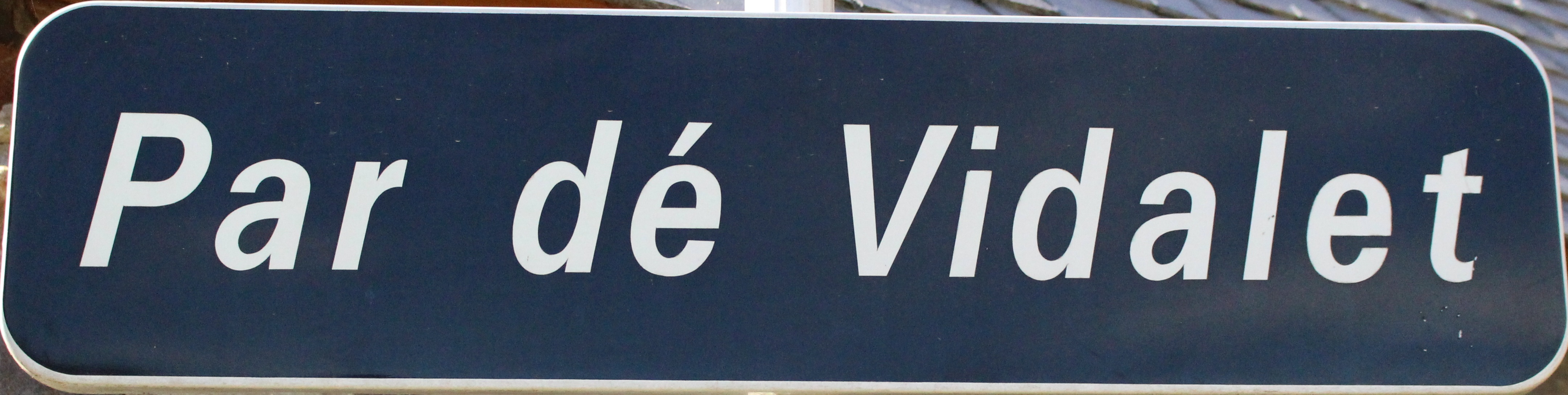
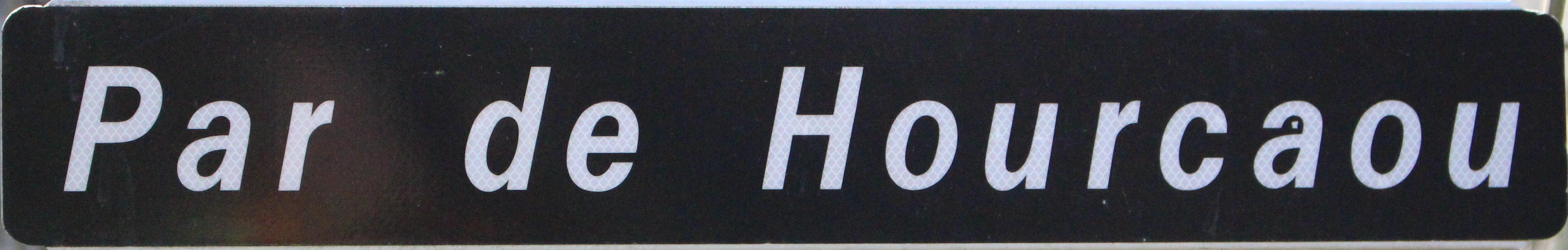
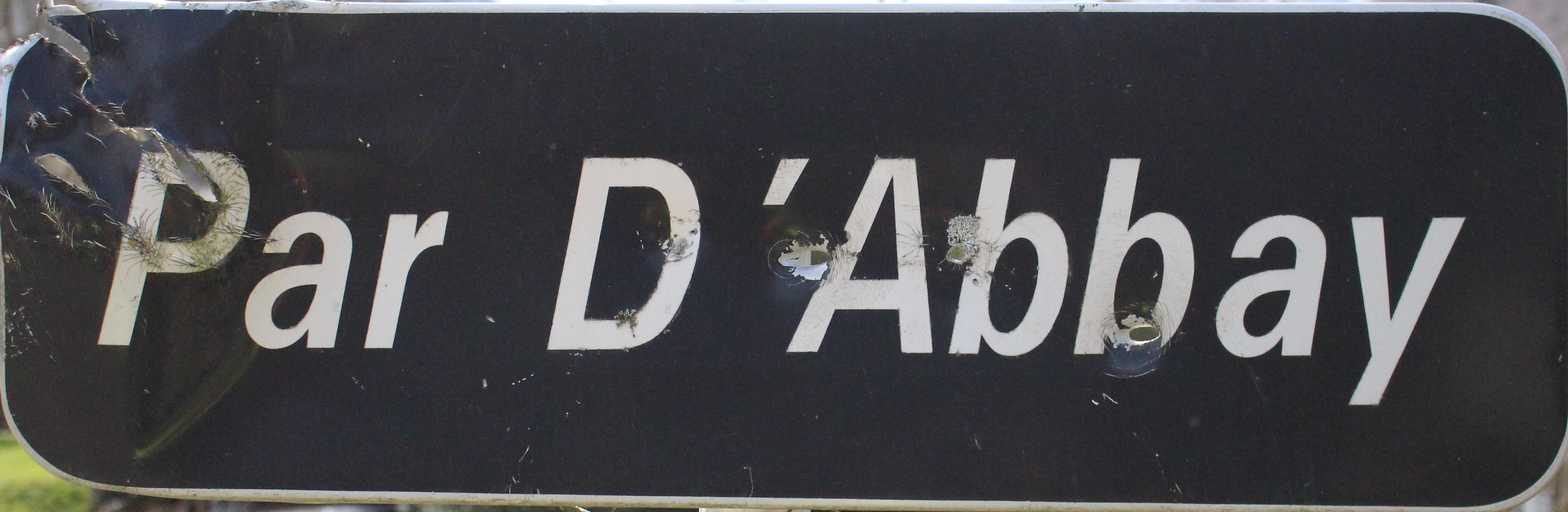
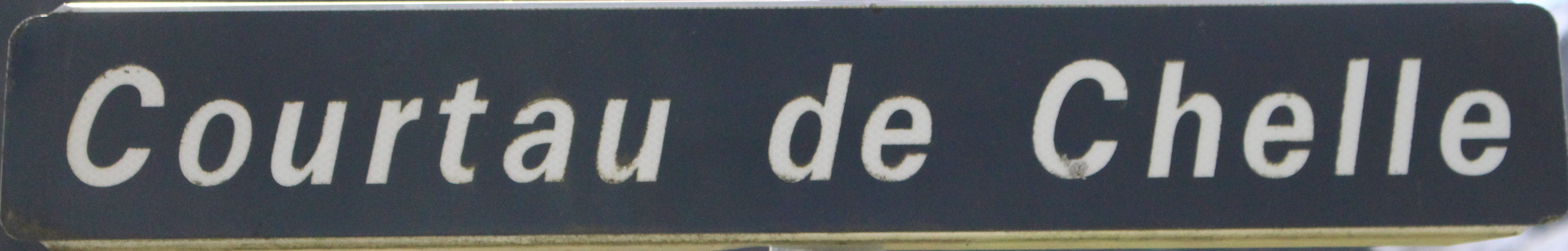
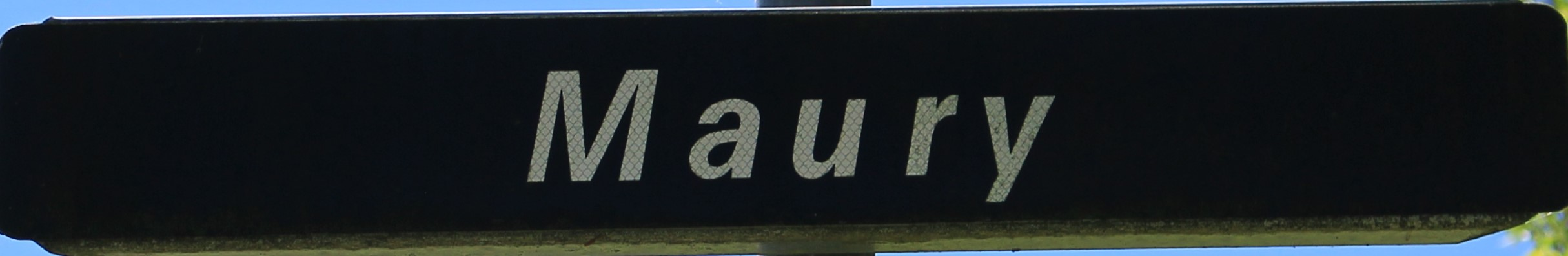
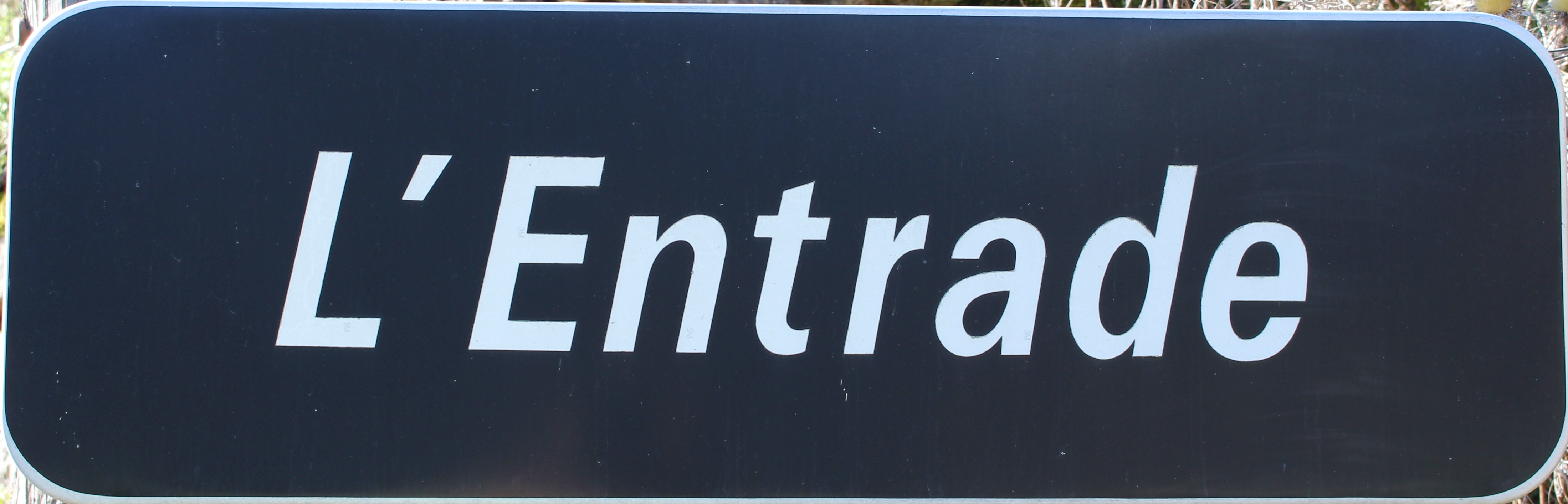
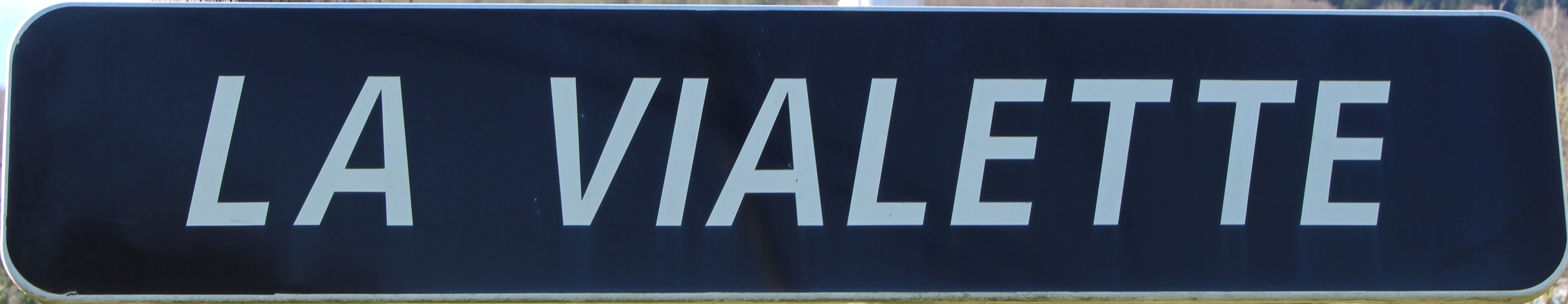
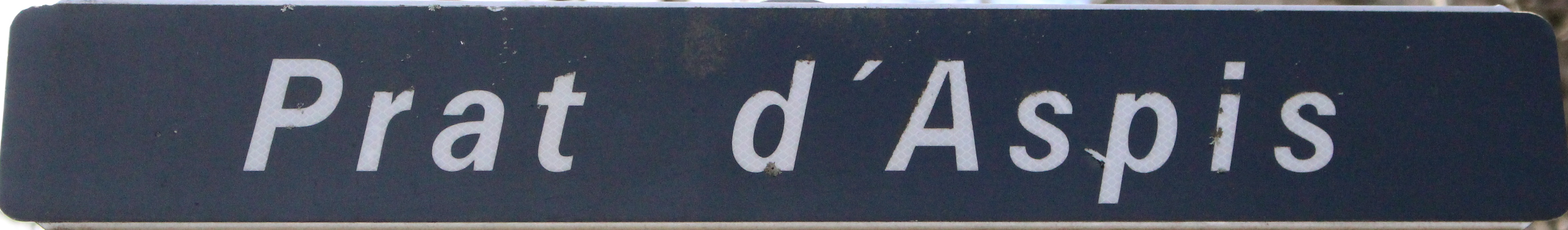
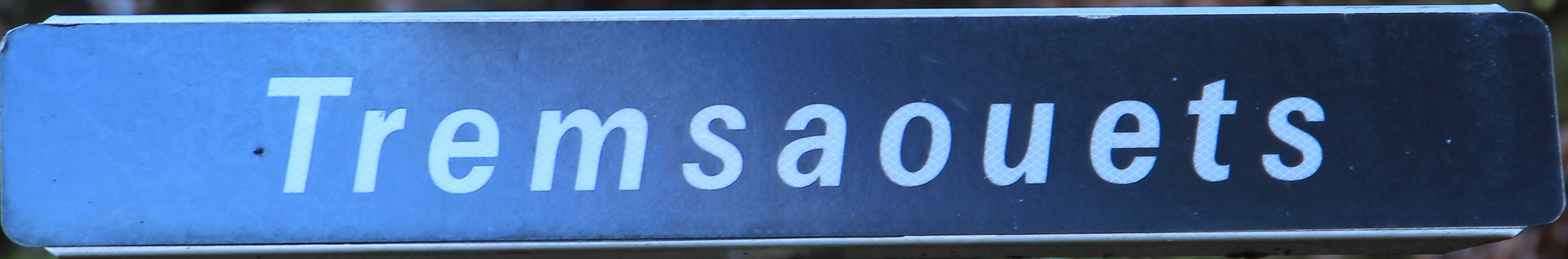
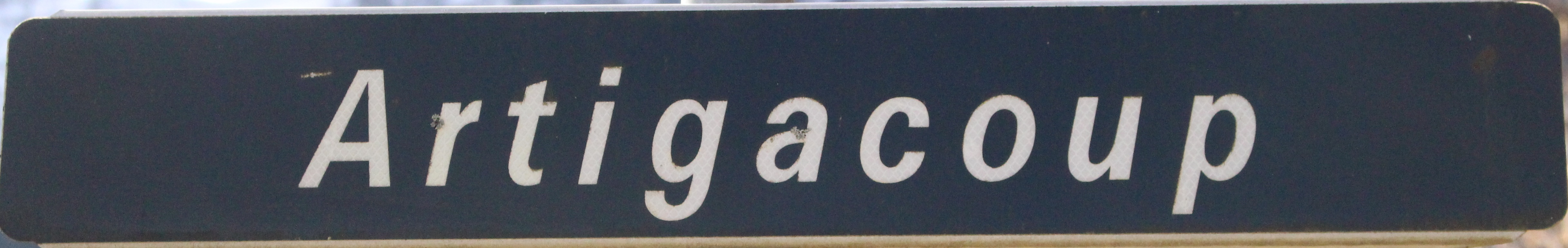
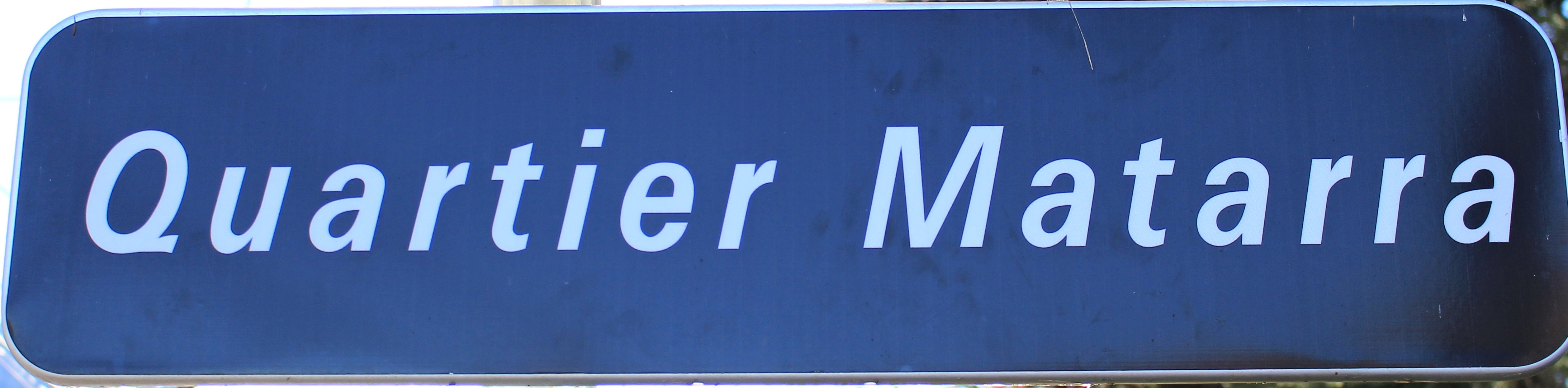
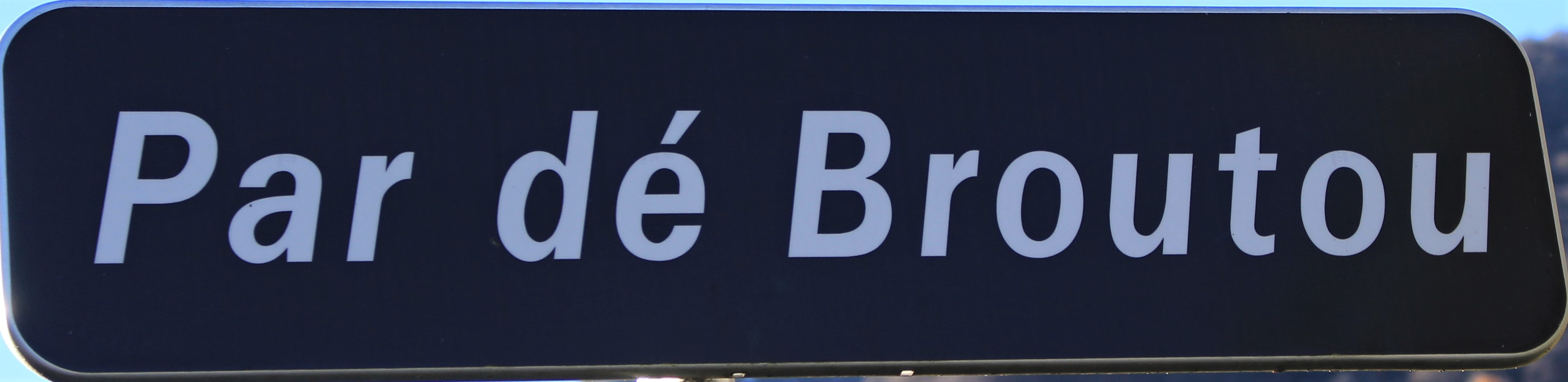
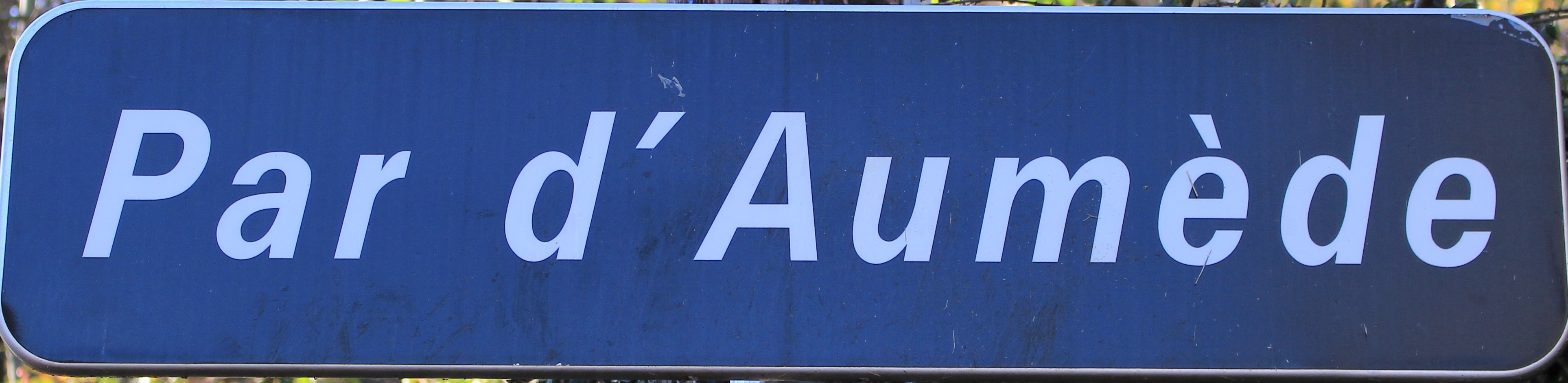
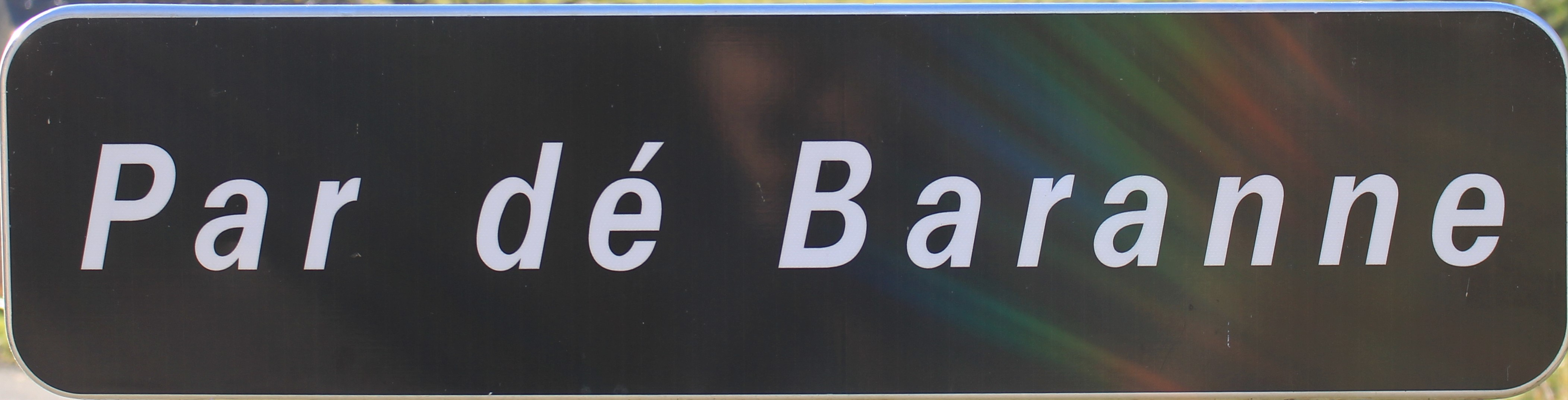
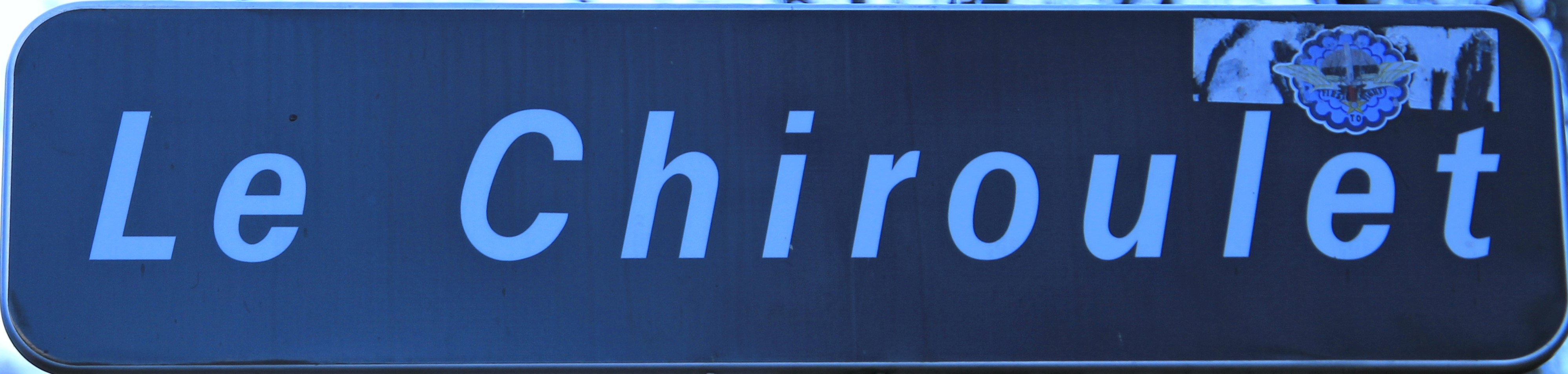

- Trémesaouet ;
- La Vialette ;
- Par dé Vidalet ;
- Les Trappes.

### Hydrographie
La vallée est traversée dans le sens est-ouest par l'Adour de Lesponne, affluent gauche de l'Adour. La vallée héberge sur ses hauteurs sud :
- le lac Bleu de Lesponne (1 947 m) et le lac Vert (2 009 m) voisin, au pied du pic d'Ourdégouns ;
- le lac de Peyrelade (1 919 m) ;
- le lac d'Ourrec (1 667 m) ;
- le lac de Bassias ou lac de Couy-Sèque (2 070 m) ;
- la laquette de Pouzac (1 607 m).

Et à l'est :
- les lacs de Binaros : supérieur (1 857 m) et inférieur (1 841 m) ;
- le lac de l'Œuf (1 919 m).

### Voies de communication et transports
La vallée est desservie par la route départementale 29.

## Économie
- Tourisme
- Pastoralisme
- Gestion des forêts

## Gastronomie locale
Dans la vallée de Lesponne, la gastronomie garde une place importante, notamment pour faire perdurer les traditions ancestrales. La ferme Chez Sancet fait revivre les barattes manuelles pour la fabrication du beurre au lait de vache. L'association Milharis propose quant à elle chaque année la soirée Pastet qui est un plat préparé à partir de farine de châtaigne et de lait. Une auberge restaurant nichée au cœur du village propose les plats traditionnels montagnards dont la garbure est la spécialité.